# Municipio de Warren (condado de Keokuk)
El municipio de Warren (en inglés: Warren Township) es un municipio ubicado en el condado de Keokuk en el estado estadounidense de Iowa. En el año 2010 tenía una población de 498 habitantes y una densidad poblacional de 6,53 personas por km².

## Geografía
El municipio de Warren se encuentra ubicado en las coordenadas 41°18′6″N 92°21′38″O / 41.30167, -92.36056. Según la Oficina del Censo de los Estados Unidos, el municipio tiene una superficie total de 76.26 km², de la cual 76,19 km² corresponden a tierra firme y (0,1 %) 0,08 km² es agua.

## Demografía
Según el censo de 2010, había 498 personas residiendo en el municipio de Warren. La densidad de población era de 6,53 hab./km². De los 498 habitantes, el municipio de Warren estaba compuesto por el 97,39 % blancos, el 1,61 % eran afroamericanos, el 0,2 % eran amerindios, el 0,2 % eran asiáticos, el 0,2 % eran de otras razas y el 0,4 % eran de una mezcla de razas. Del total de la población el 0,4 % eran hispanos o latinos de cualquier raza.